# Grammodes afrocculta
Grammodes afrocculta är en fjärilsart som beskrevs av Emilio Berio 1956. Grammodes afrocculta ingår i släktet Grammodes och familjen nattflyn. Inga underarter finns listade i Catalogue of Life.